# Битва за Кашгар (1933)
У битві за Кашгар 1933 року (кит.: 喀什戰役), генерал Ма Чжаньцан підписав таємну угоду з даотаєм Кашгару Ма Шаову, і його китайські мусульманські війська приєдналися до гарнізону ханьців всередині ямені в Кашгарі та допомогли їм відбити атаки уйгурів і киргизів під проводом Абдулли Бугри. Тюрксько-уйгурські та киргизькі сили на чолі з уйгуром Тимур-Бегом нападали на китайські мусульманські села та грабували їх. Під час бою Тимур Бег був застрелений, а потім обезголовлений силами Ма Чжаньцана, його голова була виставлена в мечеті Ідгах. Коли прибуло більше китайських мусульманських військ, вони посилили китайський гарнізон у Кашгарі. Осман Алі, киргизький повстанець, спробував напасти на ямен, але був відкинутий із великими втратами. Потім він почав грабувати місто.
26 вересня 1933 року сирійський араб Тауфік Бей очолив тюркське військо проти китайських мусульман у новому місті Кашгар. Ма Чжанькан відбив атаку після дуже важких боїв і поранив Тауфік Бея.
Під час битви киргизи перешкодили уйгурам пограбувати місто, головним чином тому, що вони самі хотіли його пограбувати. Вони вкрали майно і почали вбивати наложниць і подружжя китайців, які були жінками тюркського походження і самих китайців.